# Malossol

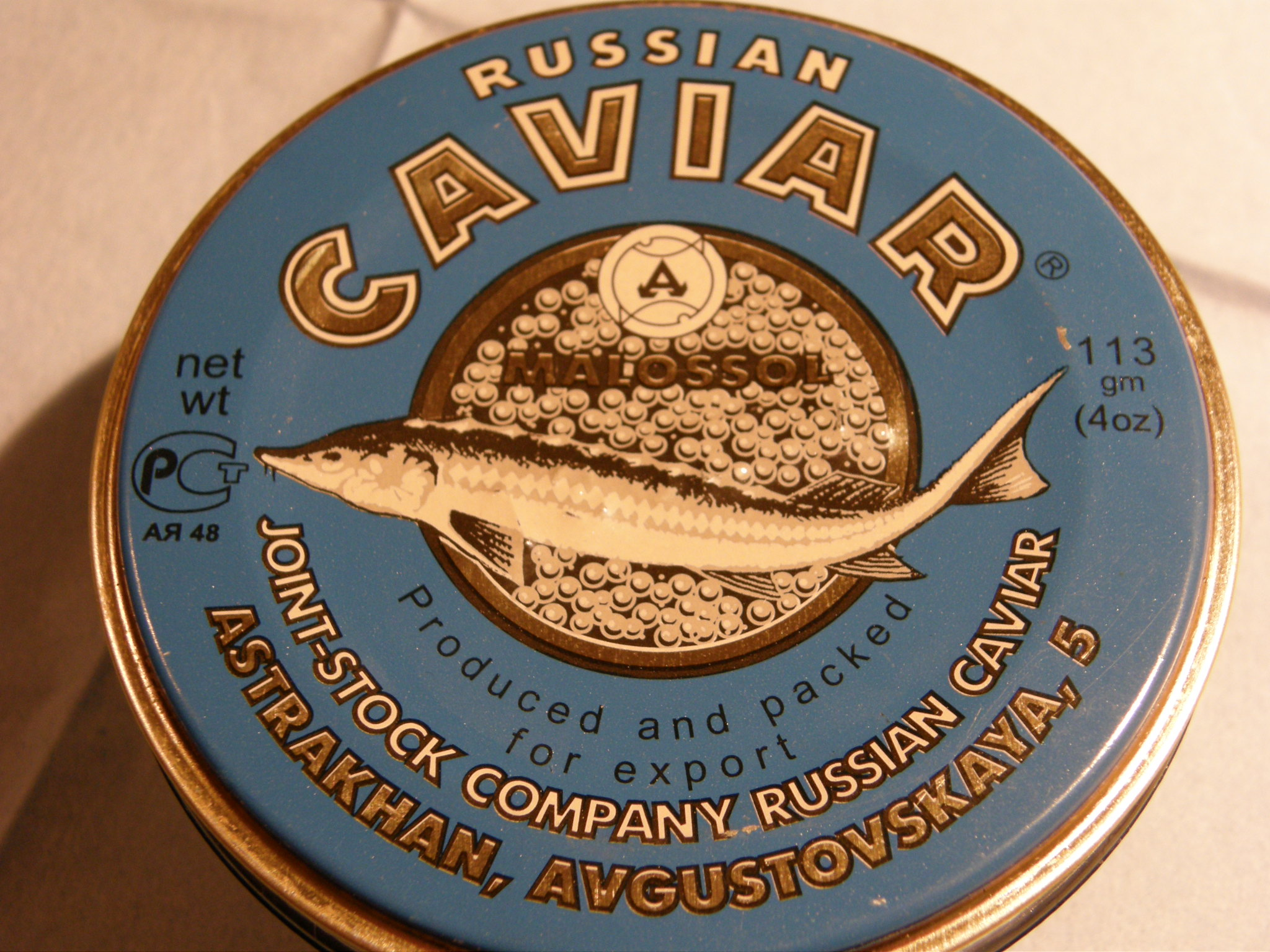
Dose mit 113 g russischem Malossol-Kaviar

Malossol ist das russische Wort für wenig Salz (Salzgehalt: 3 %) und ist ein Qualitätsmerkmal für Kaviar. Dieser Kaviar ist auch bei Kühllagerung nur begrenzt haltbar, man kann seine Qualität durch Vakuumieren erhalten. Parnaja Malossol (russ. frisch, wenig gesalzen) wird von im Winter gefangenem Stör gewonnen und ist von besonderer Qualität.
Das Wort Malossol setzt sich aus den Begriffen malo für wenig und sol für Salz zusammen, benennt aber nicht den Stör, von dessen Rogen der Kaviar stammt. „Beluga Malossol“, „Sevruga Malossol“, „Ossietra Malossol“ sind einige der korrekten Bezeichnungen.

## Salzen
Das Salzen macht Kaviar haltbarer. Der Salzgehalt bestimmt die Qualität und hängt immer von der Jahreszeit ab. Da die Kälte in den Wintermonaten wesentlich zur Haltbarkeit beiträgt, wird der Kaviar weniger gesalzen. Qualitativ hochwertiger Kaviar wird gerade so viel gesalzen, wie es für eine begrenzte Haltbarkeit notwendig ist. Deshalb gilt der Kaviar im Winter als die beste Sorte, da der Eigengeschmack nicht so beeinträchtigt wird.
Schwach gesalzener Kaviar wird als „Malossol Kaviar“ bezeichnet. Das Gegenstück zum Malossol ist der sogenannte Press- oder Serviettenkaviar.
Fangfrischer unbehandelter Störrogen ist hell und glasig, und erst durch die Behandlung mit Salz wird er dunkel. Sehr schwach gesalzener (hochwertiger) Kaviar ist daher selten tiefschwarz.